# Dysdera ortunoi
Dysdera ortunoi là một loài nhện trong họ Dysderidae.
Loài này thuộc chi Dysdera. Dysdera ortunoi được miêu tả năm 1996 bởi Ferrández.